# NGC 1067
NGC 1067 (również PGC 10339 lub UGC 2204) – galaktyka spiralna (Sc), znajdująca się w gwiazdozbiorze Trójkąta. Odkrył ją John Herschel 22 listopada 1827 roku.